# Condé-sur-Sarthe
Condé-sur-Sarthe è un comune francese di 2 248 abitanti situato nel dipartimento dell'Orne nella regione della Normandia.

## Società

### Evoluzione demografica
Abitanti censiti